# Megathoposoma candezei
Megathoposoma candezei är en skalbaggsart som beskrevs av Edgar von Harold 1873. Megathoposoma candezei ingår i släktet Megathoposoma och familjen bladhorningar. Inga underarter finns listade i Catalogue of Life.